# 咸康 (前蜀)
咸康（925年正月—十一月）是前蜀后主王衍的第二個年号，共计1年。

## 改元
- 乾德六年——十二月二十七日，明年改元為咸康元年。[2][3][4]
- 咸康元年——十一月二十七日，王衍向後唐投隆，前蜀滅亡。[5][6]

## 紀年對照表
| 咸康 | 元年  |
| ---- | ----- |
| 公元 | 925年 |
| 干支 | 乙酉  |

## 同期存在的其他政权年号
- 中國
  - 同光（923年－926年）：後唐—李存勗之年號
  - 順義（921年－927年）：吳—楊溥之年號
  - 宝大（924年－925年）：吳越—錢鏐之年號
  - 乾亨（917年－925年）：南漢—劉龑之年號
  - 初曆（925年－926年）：大長和—鄭仁旻之年號
  - 天贊（922年－926年）：契丹—耶律阿保機之年號
  - 同慶（912年－966年）：于闐—尉遲烏僧波之年號
- 朝鮮半島
  - 天授（918年－933年）：高麗—太祖王建之年號
- 日本
  - 延長（923年－931年）：醍醐天皇、朱雀天皇之年号

## 參看
- 中國年號索引
- 其他政权使用的咸康年号

## 深入閱讀
- 李崇智. . 北京: 中華書局. 2004年12月. ISBN 7101025129.
- 鄧洪波. . 臺北: 國立臺灣大學東亞經典與文化研究計劃. 2005年3月  [2022-01-03]. ISBN 9789860005189. （原始内容 (pdf)存档于2007-08-25）.

| 前一年號： 乾德 | 前蜀年號 925年 | 下一年號： -- |